# Stenotomus
Stenotomus is een geslacht van straalvinnige vissen uit de familie van zeebrasems (Sparidae). Het geslacht is voor het eerst wetenschappelijk beschreven in 1865 door Gill.

## Soorten
- Stenotomus caprinus Jordan & Gilbert, 1882
- Stenotomus chrysops (Linnaeus, 1766) – Scup